# L’Âme de la France

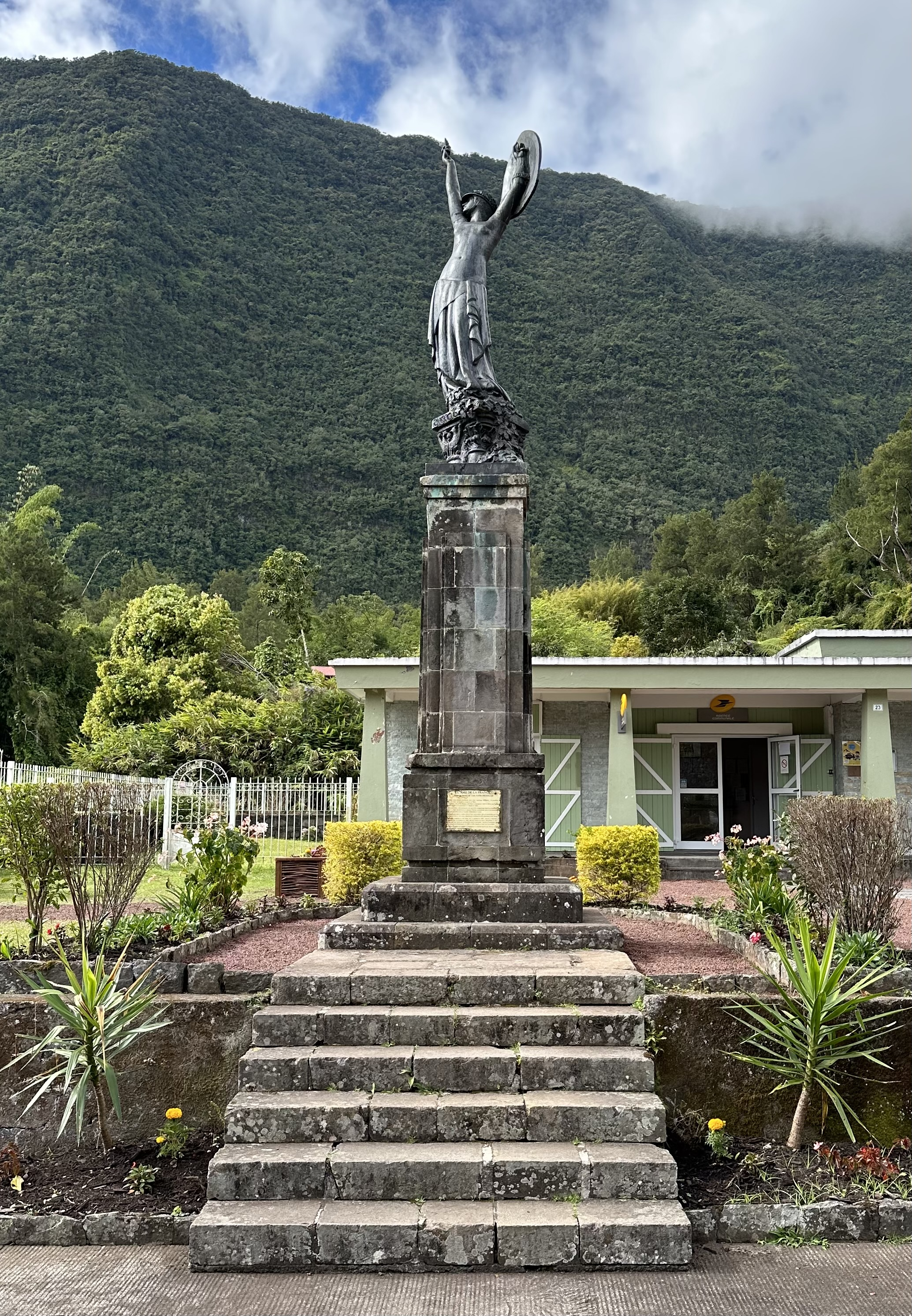
L’Âme de la France, 2024

L’Âme de la France (deutsch „Die Seele Frankreichs“) ist ein denkmalgeschütztes Kriegerdenkmal in der Gemeinde Salazie auf der französischen Insel Réunion. Es erinnert an die gefallenen Soldaten Réunions während des Ersten Weltkriegs.

## Lage
Das Denkmal steht jetzt im Osten des Orts Hell-Bourg in einer Grünanlage vor einem kommunalen Verwaltungsgebäude an der Einmündung der Rue André Fontaine in die Rue du Général-de-Gaulle.

## Gestaltung
Das Denkmal besteht aus einem hohen steinernen Sockel, auf dem eine 3,20 Meter hohe Frauenfigur mit nach oben gestreckten Armen steht, deren Oberkörper unbekleidet ist. In der linken Hand hält die Kriegerin einen Schild, in der rechten als Symbol für Frieden und Versöhnung einen kleinen Olivenzweig, auf dem Kopf trägt sie einen Helm. Am Fuße des Sockels ist eine Tafel mit französischsprachiger Inschrift angebracht, auf der über die Bedeutung und Geschichte des Denkmals informiert wird.

## Geschichte
Geschaffen wurde die Statue 1921 vom Bildhauer Carlo Sarrabezolles. Zunächst wurde das Denkmal in einer Version aus Gips auf dem Rathausplatz in Salazie vor der Kirche aufgestellt. 1922 wurde stattdessen eine Version aus Marmor, dann aus Bronze errichtet. Der Guss der Bronze erfolgte 1930 durch das Unternehmen Ferdinand Barbedienne. Die Bronze erhielt die Gemeinde 1931 vom Abgeordneten Lucien Gasparin geschenkt. Sowohl die Gips- als auch die Marmorstatue blieben erhalten und sind in Museen in Metropolitan-Frankreich aufgestellt. Die Gipsversion befindet sich im Museum Historial de la Grande Guerre, die Marmorstatue im Musée des Beaux-Arts de Reims.
Wegen der teilweisen Nacktheit der nahe der Kirche stehenden Frauenfigur wandte sich 1941 der Pfarrer, Pater Gabriel Bourasseau, gegen das Denkmal und forderte die Entfernung. Er war schockiert, dass der Toten durch eine Frau mit nackten Brüsten gedacht wurde. Mit Hilfe einiger Mitglieder der Kirchengemeinde ließ der Pater das Denkmal sprengen. Bei dem dadurch entstehenden Sturz der Statue brachen beide Arme der Figur ab. Die Stücke wurden bis 1946 hinter einem Friseursalon, nach anderen Angaben in einem Schuppen verstaut. In der Amtszeit des letzten Gouverneurs von Réunion, André Capagorry, (1942–1947) wurde die durch Schweißung reparierte Figur jedoch im Garten der Verwaltung in Hell-Bourg aufgestellt. 1948 stürzte sie bei einem Zyklon erneut.
Die Statue geriet dann in Vergessenheit und wurde bei Bauarbeiten im Jahr 1968 zufällig wiedergefunden und dann an ihrem heutigen Platz wieder aufgestellt.
Am 22. Oktober 1998 wurde das Denkmal in das Denkmalverzeichnis aufgenommen und am 5. Mai 2004 als Monument historique ausgewiesen.